# Гуннера влагалищная
Гуннера влагалищная (лат. Gunnera manicata) — крупное травянистое растение семейства Гуннеровые (Gunneraceae).
В англоговорящих странах известно под названием Brazilian giant-rhubarb (рус. бразильский гигантский ревень).

## Описание

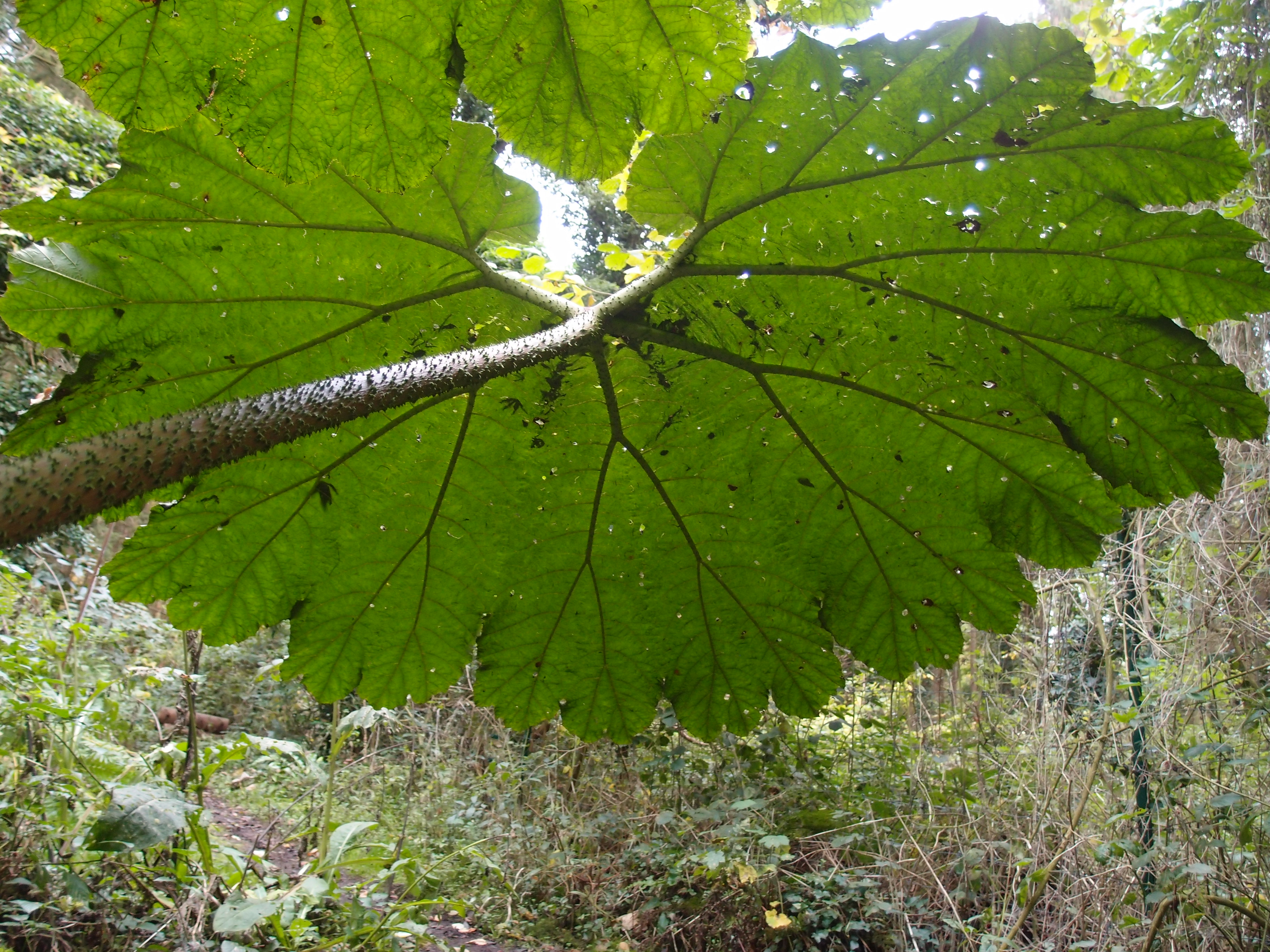
Обратная сторона листа. В саду Jardin Jungle Karlostachys на севере Франции

Крупное, образующее куртину травянистое многолетнее влаголюбивое растение, достигающее 2,5 м в высоту и 4 м или более в ширину.
Листья G. manicata простые, черешковые, вырастают до внушительных размеров. В диаметре они значительно превышают 120 см, с размахом 3 м × 3 м на взрослом растении. Самый большой из зарегистрированных экземпляров имел листья шириной до 3,4 м. Это самые большие листья в роду Gunnera, но не самый высокий (см. Gunnera masafuerae). Нижняя сторона листа и весь черешок покрыты шипами.
Цветы появляются в начале лета, крошечные, красно-зелёные, собранные в конические разветвленные метёлки, за которыми следуют небольшие сферические плоды.
Как и большинство гуннер, она находится в симбиотических отношениях с некоторыми сине-зелёными водорослями, которые обеспечивают её азотом путём фиксации.

## Ареал
Происходит из южной Бразилии, где встречается на значительной высоте в дождевых лесах. Произрастает в горах Серра-ду-Мар прибрежных штатов Санта-Катарина и Риу-Гранди-ду-Сул, Бразилия, где она используется в традиционной медицине для лечения заболеваний, передающихся половым путём.
В регионах Европы с прохладным климатом может зимовать при утеплении листьями или ветками.

## Применение
В культуре используется как декоративное растение для ландшафтного дизайна.